# Serialisering
I datalogi, i forbindelse med at gemme eller sende data, er serialisering metoden til at konvertere en datastruktur eller et objekt til et format, der fx kan gemmes i en fil eller sendes over et netværk og senere genskabes i samme computermiljø eller i et andet computermiljø. Den modsatte metode, hvor man konvertere fra et format tilbage til den oprindelige datastruktur kaldes for deserialisering. Ved serialisering og deserialisering kan man lave en semantisk identisk kopi af den originale datastruktur.
Der findes mange serialiseringsformater og nogle af de mest benyttede er XML og JSON.
| Programmering | Spire Denne artikel om datalogi eller et datalogi-relateret emne er en spire som bør udbygges. Du er velkommen til at hjælpe Wikipedia ved at udvide den. |